# Américo Perrella
Américo Perrella, (São Bernardo do Campo, 20 de março de 1916 - Mauá, 31 de janeiro de 1996) foi um político brasileiro.

## Biografia
Américo Perrella, filho de imigrantes italianos, nasceu no Natal de 1915, em Pilar, então um bairro de São Bernardo do Campo. Seu registro oficial, no entanto, aponta seu nascimento em 20 de março de 1916. Teve mais dez irmãos. Sua família era dona de uma Olaria. Foi um aluno com boas notas e elogiado pelos professores. Foi campeão mauaense de Tênis de Mesa. Durante sua juventude, onde hoje está o Parque Boa Esperança, havia um enorme lago, o chamado "Tanque da Paulista", formado pelas águas então limpas do Rio Tamanduateí, usado pela Fábrica de Louças Paulista. O Tanque da Paulista foi aterrado pela Prefeitura no governo de Ennio Brancalion.
Trabalhou nas Indústrias Reunidas Matarazzo, trabalhou em Olaria, foi sócio em armazém e montou uma das primeiras padarias da cidade. Casou-se com Nathércia Ferreira em 25 de maio de 1940, tendo duas filhas: Ana Maria e Maria Elêna.

### Política
Américo era engajado, e se envolveu em várias atividades sociais no distrito e futuro município. Participou da Comissão Emancipacionista por achar que o local sofria descaso da Prefeitura de Santo André, recebia poucos recursos e atenção e a única solução seria se tornar um município. Sua luta foi vitoriosa e, em 1954, os habitantes votaram em Plebiscito, decidindo pela emancipação.
Já durante a Ditadura Militar Brasileira, Américo entrou para a ARENA, o partido de apoio ao regime. Acabou concorrendo, ainda que de mau grado, à Vice-Prefeito na chapa encabeçada por Élio Bernardi, em 1966. Ambos foram eleitos. Américo cumpriu seu mandato de 1967 a 1970.
Concorreu a Prefeito de Mauá, como candidato da situação (ARENA), em 1969. Foi eleito junto com Leonel Damo, seu candidato a vice-prefeito, com 7161 votos, concorrendo com outros quatro candidatos, todos do MDB, obtendo eles as seguintes votações: Amaury Fioravanti, 2455 votos; José Mauro Lacava, com 2068 votos; e Anselmo Walendy com 1061 votos. Nessa época, o período de mandato do prefeito em Mauá não estava em acordo com o do resto dos municípios. Assim, concorreu e governou por um mandato de apenas três anos, que objetivava acertar o calendário municipal com o das outras prefeituras. Cumpriu seu mandato até 31 de janeiro de 1973. Acabou não elegendo seu sucessor, Élio Bernardi, o qual foi derrotado em 1972 por Amaury Fioravanti do MDB, quebrando a longa sequência de prefeitos aliados ao Regime Ditatorial.
Foi ainda tesoureiro da Santa Casa de Misericórdia de Mauá.
Faleceu em 31 de janeiro de 1996. A rua onde construiu sua casa e viveu até o fim da vida, foi rebatizada como Rua Prefeito Américo Perrella.